# 카롤린스카 연구소

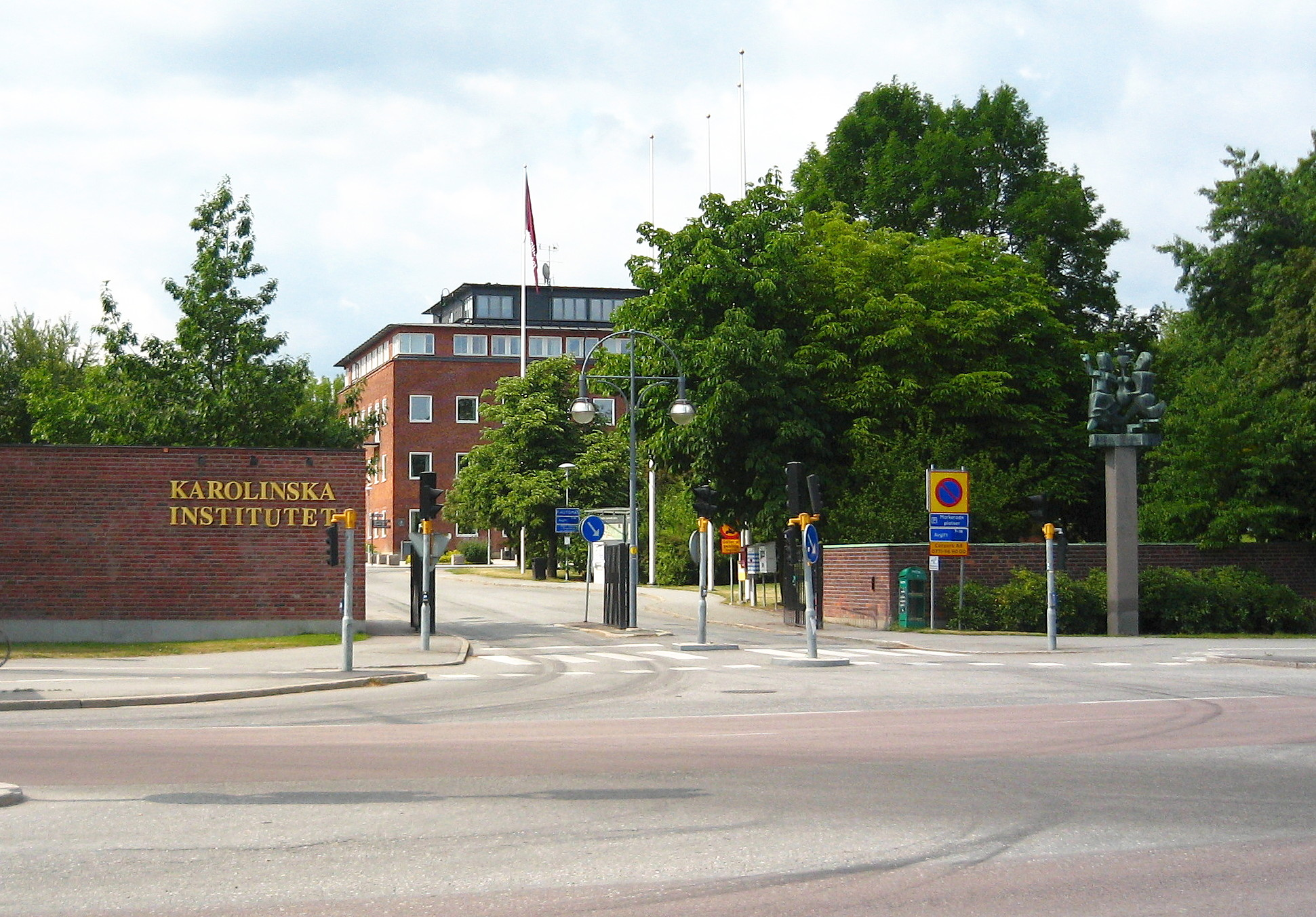

카롤린스카 대학(스웨덴어: Karolinska Institutet)은 스웨덴의 의과대학이다. 1810년에 스톡홀름 서쪽에 위치한 쿵스홀멘에 설립되었다. 캠퍼스는 10년 후 스톡홀름주 외곽 솔나 시로 이전되었다. 두 번째 캠퍼스는 후딩에 시 플레밍스베리에 세워졌다.
이 대학은 웁살라 대학교(1477년 설립)와 룬드 대학교(1666년 설립) 다음으로 세 번째로 오래된 의과 대학이다. 카롤린스카 대학은 세계 대학 순위 표에서 세계 일류 대학들 사이에서도 상위권을 유지하고 있다. 카롤린스카는 항상 세계 의학 대학 탑 10에 올라 있다. 2012년 타임스 고등교육 세계 대학 평가에 따르면, 카롤린스카 대학은 세계 32번째에 위치하였고, 유럽에서 6번째로 옥스퍼드 대학교, 캠브리지 대학교, 유니버시티 칼리지 런던 바로 다음이다. 북유럽 지역에선 1위에 위치하였다. 그리고 2011년 세계 대학 학술 순위에 따르면, 카롤린스카 대학은 임상 병리학과 약리학에서 세계에서 11번째, 생명과학분야에서 18번째, 약학에서 3번째에 랭크되었다.
카롤린스카 대학 병원은 솔나 시와 후딩에 시에 위치하였고, 연구와 교육 병원 등이 대학과 관련 있다. 둘은 함께 대학 건강 과학 센터를 형성한다. 이곳은 스웨덴에서 교육과 연구로 가장 큰 센터로, 30%의 의료 교육과 40%의 의학 학술 연구를 전국적으로 지휘한다. 의료 프로그램의 대부분은 스웨덴어로 진행, 대부분의 박사과정 프로그램은 영어로 진행된다.
학회의 위원회는 노벨상 중 노벨 생리학·의학상의 수상자를 임명한다. 카롤린스카 대학 노벨 위원회는 카롤린스카 대학의 중요한 부분이다. 노벨 위원회는 50명의 카롤린스카 대학 의과 교수들로 구성되어 있다.

## 같이 보기
- 스톡홀름 경제대학교
- 스톡홀름 대학교